# 17-й винищувальний авіаційний полк (СРСР)
17-й винищувальний авіаційний полк (рос. 17-й истребительный авиационный полк) — полк за часів Другої світової війни у складі ВПС СРСР.

## Історія
Полк сформовано навесні 1938 року в Київському військовому окрузі на аеродромі Скороморохі.
Бойові дії почав 22 червня 1941 року в складі ВПС Київського військового округу.
Брав участь у війні в Кореї.
Розформований у червні 1959.

## Бойова діяльність полку у часи Другої Світової та корейської воєн
| Період                  | Бойові вильоти | Втрати (літаки / пілоти) |
| ----------------------- | -------------- | ------------------------ |
| 22.06.1941 - 03.07.1941 | 668            | 1/1                      |
| 08.1941 - 03.1942       | 2442           | 15/5                     |
| 04.1942 - 10.1942       | 1258           | 12/7                     |
| 11.1942 - 12.1942       | 35             | -/-                      |
| 10.06.1944 - 15.03.1945 | 2742           | 45/21                    |
| 15.03.1945 - 10.04.1945 | 420            | 2/-                      |
| 10.04.1945 - 09.05.1945 | 488            | 1/-                      |
| Разом                   | 8054           | 122/37                   |
| 28.05.1951 - 24.02.1952 | 4226           | 10/4                     |

## Командири полку
| Дата                    | Командир                           |
| ----------------------- | ---------------------------------- |
| 18.07.1940 — 11.11.1942 | майор Акулін Микола Іванович       |
| 11.11.1942 — 18.04.1943 | майор Кацай Кузьма Тихонович       |
| 18.04.1943 — 30.10.1943 | майор Полухін Олександр Михайлович |
| 02.11.1943 — 1950       | майор Петров Петро Осипович        |

## Матеріальна частина полку
| Дата              | Тип літака     |
| ----------------- | -------------- |
| 05.1938 — 06.1941 | І-16           |
| 05.1938 — 06.1940 | І-15біс        |
| 04.1941 — 06.1941 | МіГ-3          |
| 06.1941 — 11.1943 | ЛаГГ-3         |
| 06.1942 — 07.1943 | Як-1           |
| 10.1942 — 05.1945 | Як-7б          |
| 07.1943 — 04.1944 | Р-40 Кіттіхаук |
| 09.1943 — 03.1951 | Як-9           |
| 03.1951 — 10.1951 | Ла-9           |
| 10.1951           | МіГ-15         |